# تیم آمریکا: پلیس جهانی
تیم آمریکا: پلیس جهانی (انگلیسی: Team America: World Police) فیلمی در ژانر اکشن، پاپتون، موزیکال و جنگی به کارگردانی تری پارکر است که در سال ۲۰۰۴ منتشر شد. از بازیگران آن می‌توان به تری پارکر، مت استون، کریستن میلر، درن نوریس و موریس لامارچ اشاره کرد.